# 東洋テクノ
東洋テクノ株式会社（とうようてくの、TOYO TECHNO CORPORATION）は、東京都渋谷区に本社を置く基礎杭、煙突・サイロの専門工事業者(サブコン)である。

## 概要
建築・土木の基礎杭工事と各種煙突・サイロ築造工事を主たる業務としている。ジャパンパイル、丸五基礎工業、大洋基礎と並び、場所打ち杭業界大手4社の一角である。自社の評定工法にnewACE工法（BCJ評定-FD0277-06）、Me-A工法（評定 CBL FP037-13号）、KCTB場所打ち鋼管コンクリート杭工法（BCJ評定-FD0356-07）などがある。

## 事業所
- 本社 - 〒150-0012 東京都渋谷区広尾5丁目4番12号

### 支店
- 札幌支店 - 〒060-0061 札幌市中央区南1条西8-1-1
- 仙台支店 - 〒980-0011 仙台市青葉区上杉1-5-15
- 東京支店 - 〒150-0012 東京都渋谷区広尾5-4-12
- 名古屋支店 - 〒460-0022 名古屋市中区金山1-14-18
- 大阪支店 - 〒550-0005 大阪市西区西本町1-15-6
- 広島支店 - 〒730-0032 広島市中区立町1-20
- 福岡支店 - 〒812-0013 福岡市博多区博多駅東2-10-1

### 機材センター
- 厚木機材センター - 〒243-0303 神奈川県愛甲郡愛川町中津1141